# Market Street Bridge (Susquehanna River, Harrisburg)
Die Market Street Bridge ist eine vierspurige Straßenbrücke über den Susquehanna River zwischen Harrisburg und Wormleysburg im Bundesstaat Pennsylvania der USA. Sie verläuft über die Flussinsel City Island, durch welche sie in zwei etwa 430 Meter lange Abschnitte geteilt wird. Die Ostseite nach Harrisburg wurde 1928 als vierspurige Bogenbrücke fertiggestellt, wobei die Stahlbalkenträger der zweispurigen Vorgängerbrücke auf die Westseite transportiert und mit den dort vorhandenen zu einer durchgehenden vierspurigen Verbindung nach Wormleysburg kombiniert wurden. Diesen Überbau ersetzte man 1962 durch die heutige Balkenbrücke aus Stahlbeton.
Die Brücke wird vom Pennsylvania Department of Transportation (PennDOT) betrieben, das durchschnittliche Verkehrsaufkommen lag 2017 bei circa 13.400 Fahrzeugen täglich. Die Bogenbrücke der Ost-Seite wurde 1988 durch Aufnahme ins National Register of Historic Places unter Denkmalschutz gestellt (NRHP#: 88000759).

## Geschichte

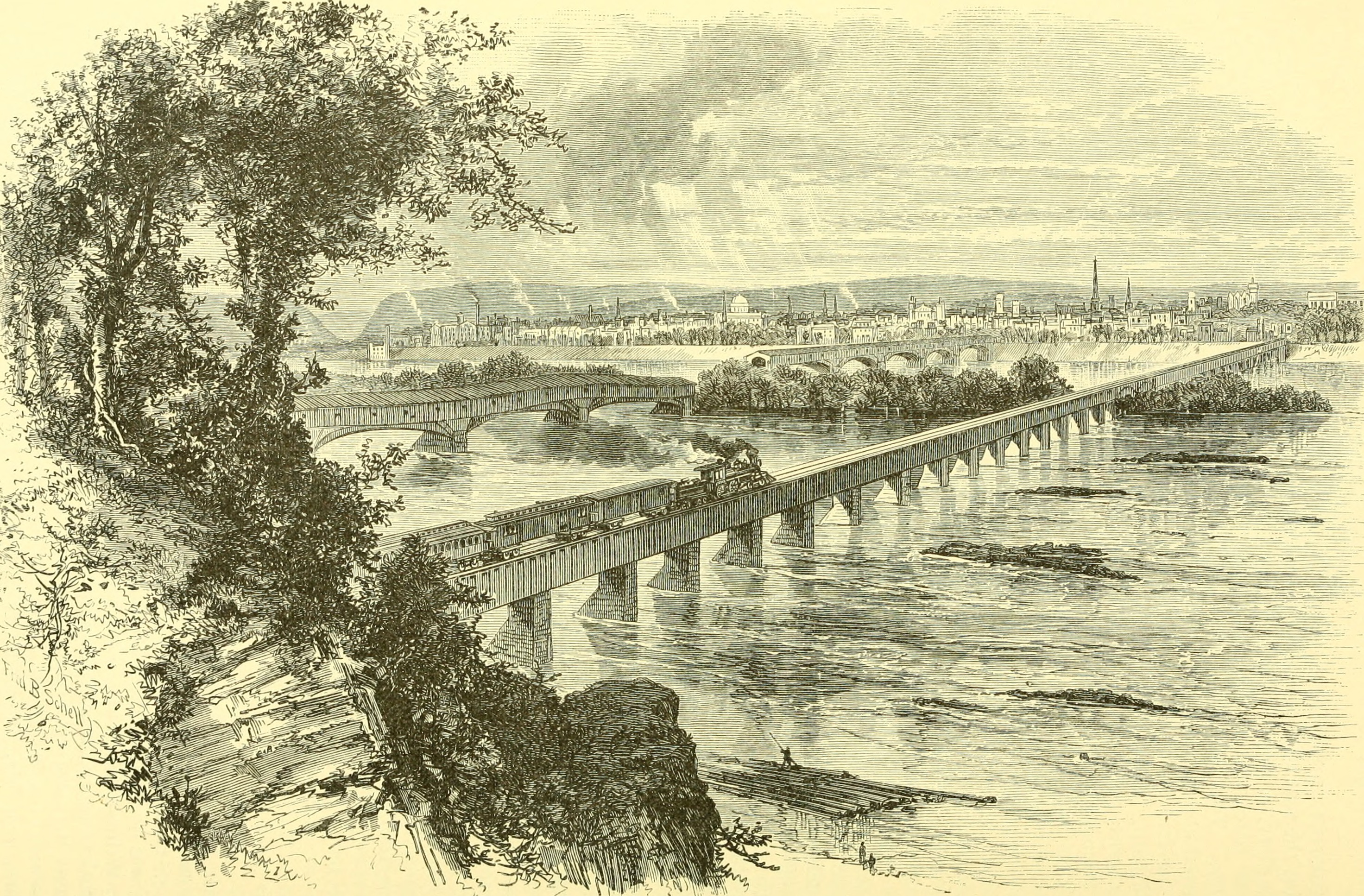
Die ersten beiden Holzbrücken über den Susquehanna. Im Vordergrund die Cumberland Valley Railroad Bridge und dahinter die Camel Back Bridge von 1817, im Hintergrund Harrisburg (Zeichnung um 1875).

Die erste Brücke über den Susquehanna wurde von Theodore Burr im Auftrag der Harrisburg Bridge Company zwischen 1812 und 1817 errichtet. Es handelte sich um eine überdachte Holzbrücke in der nach seinem Konstrukteur benannten Burr-Truss-Bauweise, die vor den Toren von Harrisburg über die Flussinsel City Island verlief und aufgrund ihrer Erscheinungsform als Camel Back Bridge (dt. „Kamel-Rücken-Brücke“) bekannt wurde. Bis 1839 folgte flussabwärts in unmittelbarer Nachbarschaft die erste Eisenbahnbrücke in ähnlicher Bauweise. Beide Brücken wurden noch im 18. Jahrhundert mehrfach Opfer der Naturgewalten und mussten über die Jahre teilweise oder komplett neu errichtet werden. Beträchtliche Schäden durch ein Hochwasser zur Schneeschmelze des Frühjahrs 1902 machten eine Instandsetzung der in die Jahre gekommenen Camel Back Bridge unrentabel, woraufhin sich die Harrisburg Bridge Company für den Neubau einer Stahl-Balkenbrücke mit Vollwandträgern entschied, die bis Februar 1904 fertiggestellt werden konnte.
Obwohl die benachbarte Eisenbahnbrücke für einige Jahre auch von Fuhrwerken und Fußgängern genutzt werden konnte, besaß die Betreibergesellschaft der Camel Back Bridge über Jahrzehnte eine unangefochtene Monopolstellung. Hohe Mautgebühren und die Zunahme des Verkehrs durch die Entwicklung der Stadt Harrisburg und ihrer ländlichen Umgebung, führten Ende des Jahrhunderts zur Gründung der The People's Bridge Company of Harrisburg, die bis 1890 flussaufwärts die heutige Walnut Street Bridge errichtete. Es folgte ein erbitterter Preiskampf, der die Mautgebühren auf beiden Brücken in der Folgezeit deutlich senkte und die Entwicklung der Region weiter förderte. Anfang der 1920er-Jahre wurde ein vierspuriger Ausbau der damals zweispurigen Balkenbrücke nötig, wofür das Ingenieurbüro Modjeski & Masters engagiert wurde, das in Zusammenarbeit mit dem Architekten Paul Philippe Cret bis März 1924 Entwürfe für den Umbau erarbeitete. Die Harrisburg Bridge Company entschied sich für eine Stahlbeton-Bogenbrücke mit Steinfassade für den Ostteil der Brücke (zwischen Harrisburg und City Island), wobei die existierenden Balkenträger für den Westteil weiterverwendet werden sollten und man so eine durchgehende vierspurige Verbindung nach Wormleysburg am Westufer erhielt. Die Bauarbeiten begannen 1926 und waren zwei Jahre später abgeschlossen.
Der Bundesstaat Pennsylvania erwarb die Brücke im Oktober 1949 für 3,85 Millionen US-Dollar und konnte die Maut nach Einspielung der Kaufsumme im Mai 1957 aufheben. Der Westteil wurde 1962 von Department of Highways (Vorgänger des PennDOT) in die heutige Stahlbeton-Balkenbrücke umgebaut. Heute queren sechs Brücken den Susquehanna in Höhe der Flussinsel, wobei die benachbarte Walnut Street Bridge nur noch teilweise als Rad- und Fußweg nutzbar und die Cumberland Valley Railroad Bridge stillgelegt ist.

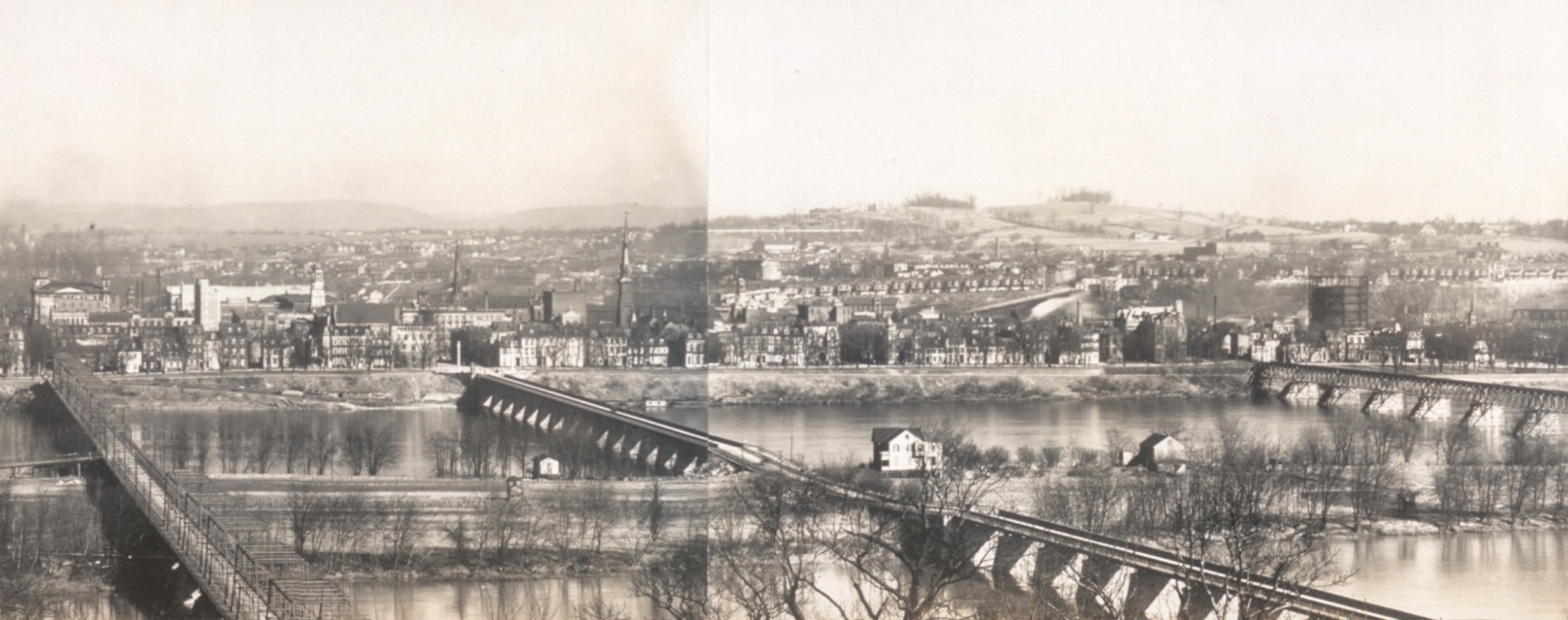
Die zweite Market Street Bridge 1906, links die Walnut Street Bridge
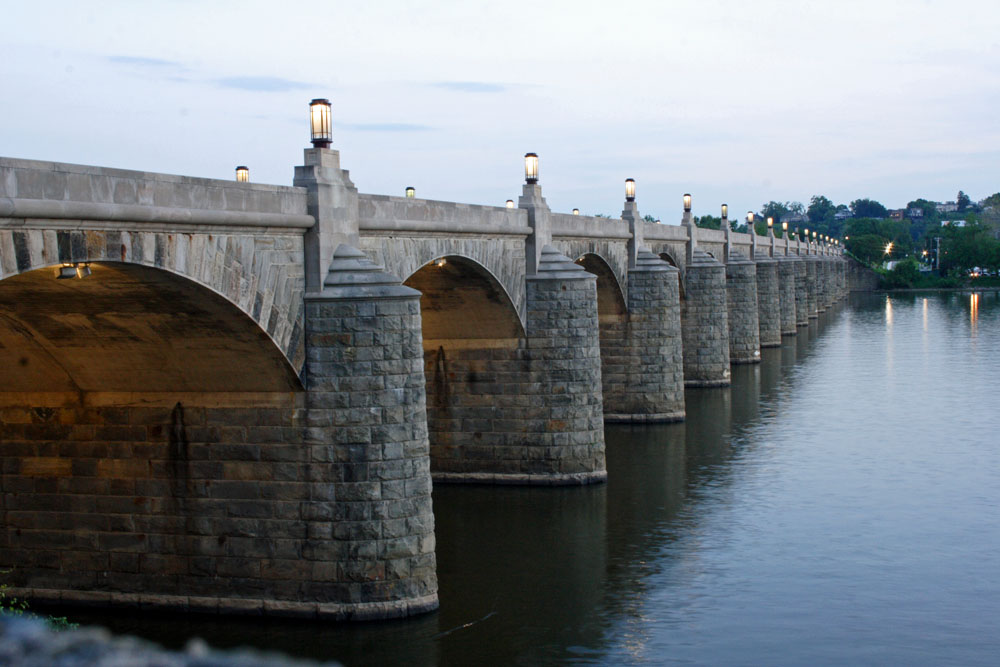
Heutige Bogenbrücke der Ost-Seite

## Beschreibung

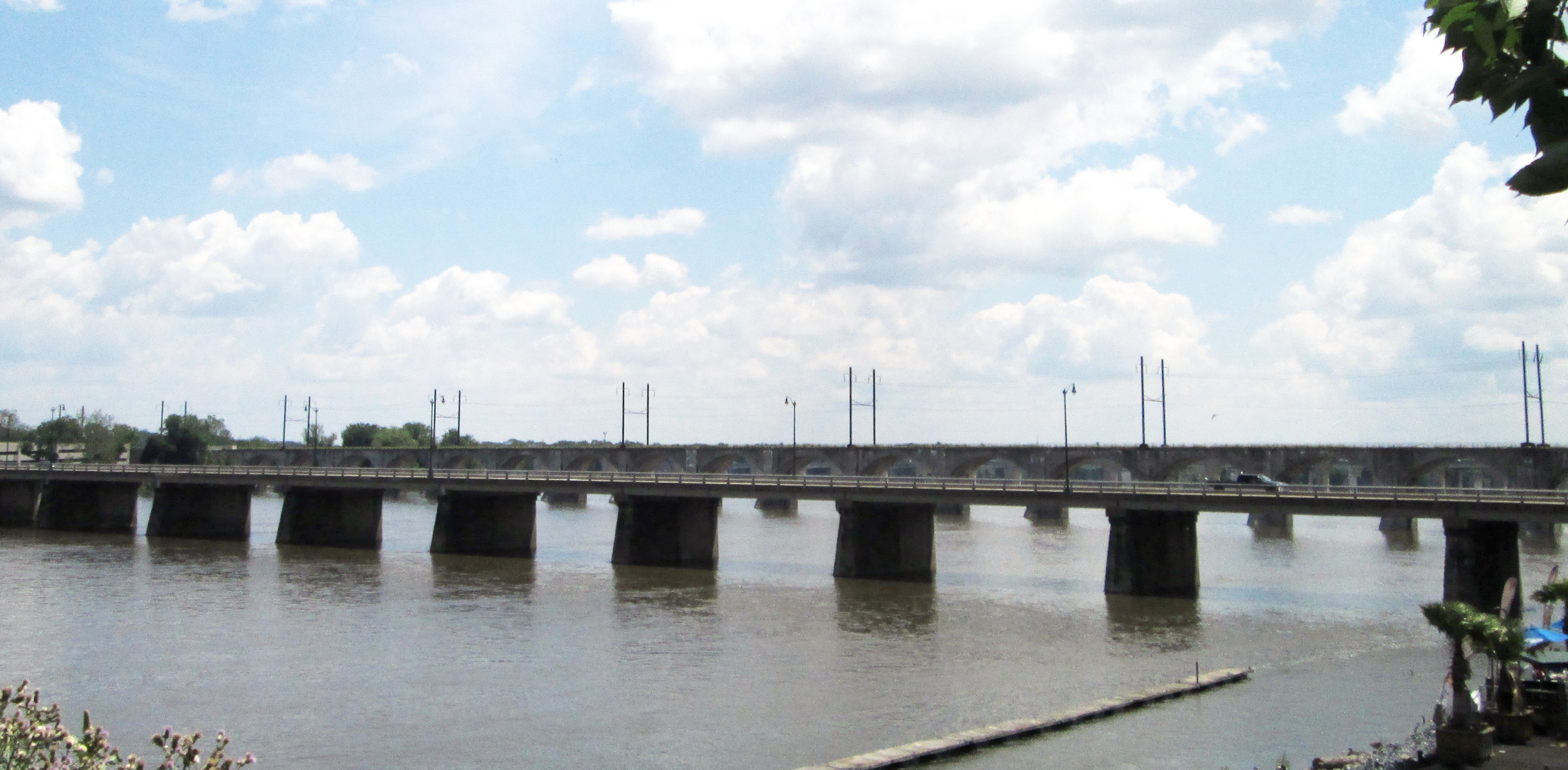
Balkenbrücke der West-Seite (Wormleysburg), im Hintergrund die Cumberland Valley Railroad Bridge.

Die Market Street Bridge gliedert sich heute in die 431 m lange Bogenbrücke der Ost-Seite aus dem Jahre 1928, bestehend aus 16 Bögen mit einer Spannweite von jeweils circa 21 m. Die nutzbare Breite von 17,6 m bietet Platz für vier Fahrspuren und je einem Gehweg von 2 m an den Außenseiten. Die mächtigen Pfeiler haben mit ihrem runden Kantenschutz eine Länge von 24 m, bei einer Breite von 3,7 m. Die Verbindung zur West-Seite über die Flussinsel City Island ist durch einen Erdwall realisiert, unterbrochen von einer kurzen Spannbeton-Balkenbrücke über eine Verbindungsstraße der Insel, erbaut 2006 mit einer Spannweite von 25,9 m. Die West-Seite der Brücke zwischen der Flussinsel und Wormleysburg besteht aus einer Kastenträgerbrücke mit einer Länge von 433 m, die gleich der Bogenbrücke 16 Spannweiten von circa 21 m aufweist und ebenso vier Fahrspuren und äußere Gehwege besitzt.